# Bitche
Bitche (fràncic lorenès Bitsch) és un municipi francès situat al departament del Mosel·la i a la regió del Gran Est. L'any 2007 tenia 5.555 habitants.

## Demografia

### Població
El 2007 la població de fet de Bitche era de 5.555 persones. Hi havia 2.052 famílies, de les quals 650 eren unipersonals (292 homes vivint sols i 358 dones vivint soles), 606 parelles sense fills, 635 parelles amb fills i 161 famílies monoparentals amb fills.
La població ha evolucionat segons el següent gràfic:
Habitants censats

### Habitatges
El 2007 hi havia 2.381 habitatges, 2.102 eren l'habitatge principal de la família, 33 eren segones residències i 247 estaven desocupats. 1.430 eren cases i 928 eren apartaments. Dels 2.102 habitatges principals, 1.104 estaven ocupats pels seus propietaris, 929 estaven llogats i ocupats pels llogaters i 69 estaven cedits a títol gratuït; 78 tenien una cambra, 142 en tenien dues, 372 en tenien tres, 476 en tenien quatre i 1.034 en tenien cinc o més. 1.648 habitatges disposaven pel capbaix d'una plaça de pàrquing. A 1.019 habitatges hi havia un automòbil i a 745 n'hi havia dos o més.

### Piràmide de població
La piràmide de població per edats i sexe el 2009 era:
| Homes | Edats   | Dones |
| ----- | ------- | ----- |
| 0     | 95 o +  | 4     |
| 12    | 90 a 94 | 32    |
| 16    | 85 a 89 | 60    |
| 12    | 80 a 84 | 36    |
| 60    | 75 a 79 | 100   |
| 88    | 70 a 74 | 128   |
| 96    | 65 a 69 | 112   |
| 88    | 60 a 64 | 148   |
| 148   | 55 a 59 | 124   |
| 152   | 50 a 54 | 180   |
| 168   | 45 a 49 | 208   |
| 164   | 40 a 44 | 200   |
| 212   | 35 a 39 | 260   |
| 252   | 30 a 34 | 196   |
| 265   | 25 a 29 | 192   |
| 320   | 20 a 24 | 172   |
| 268   | 15 a 19 | 184   |
| 260   | 10 a 14 | 208   |
| 168   | 5 a 9   | 164   |
| 192   | 0 a 4   | 172   |

## Economia
El 2007 la població en edat de treballar era de 3.675 persones, 2.605 eren actives i 1.070 eren inactives. De les 2.605 persones actives 2.268 estaven ocupades (1.430 homes i 838 dones) i 337 estaven aturades (147 homes i 190 dones). De les 1.070 persones inactives 310 estaven jubilades, 285 estaven estudiant i 475 estaven classificades com a «altres inactius».

### Ingressos
El 2009 a Bitche hi havia 2.004 unitats fiscals que integraven 4.867,5 persones, la mediana anual d'ingressos fiscals per persona era de 15.616 €.

### Activitats econòmiques
Dels 304 establiments que hi havia el 2007, 11 eren d'empreses extractives, 8 d'empreses alimentàries, 1 d'una empresa de fabricació de material elèctric, 27 d'empreses de fabricació d'altres productes industrials, 32 d'empreses de construcció, 80 d'empreses de comerç i reparació d'automòbils, 6 d'empreses de transport, 21 d'empreses d'hostatgeria i restauració, 5 d'empreses d'informació i comunicació, 14 d'empreses financeres, 10 d'empreses immobiliàries, 26 d'empreses de serveis, 38 d'entitats de l'administració pública i 25 d'empreses classificades com a «altres activitats de serveis».
Dels 75 establiments de servei als particulars que hi havia el 2009, 1 era una oficina d'administració d'Hisenda pública, 1 gendarmeria, 1 oficina de correu, 6 oficines bancàries, 1 funerària, 9 tallers de reparació d'automòbils i de material agrícola, 1 taller d'inspecció tècnica de vehicles, 2 autoescoles, 6 paletes, 1 guixaire pintor, 4 fusteries, 8 lampisteries, 3 electricistes, 4 empreses de construcció, 5 perruqueries, 1 veterinari, 12 restaurants, 2 agències immobiliàries, 3 tintoreries i 4 salons de bellesa.
Dels 41 establiments comercials que hi havia el 2009, 4 eren supermercats, 3 grans superfícies de material de bricolatge, 1 una botiga de més de 120 m², 5 fleques, 2 carnisseries, 2 llibreries, 6 botigues de roba, 1 una botiga de roba, 3 sabateries, 3 botigues d'electrodomèstics, 1 una botiga de mobles, 1 una botiga de material esportiu, 1 un drogueria, 2 joieries i 6 floristeries.
L'any 2000 a Bitche hi havia 14 explotacions agrícoles que ocupaven un total de 228 hectàrees.

## Equipaments sanitaris i escolars
El 2009 hi havia 1 hospital de tractaments de curta durada, 1 hospital de tractaments de mitja durada (seguiment i rehabilitació, 1 un hospital de tractaments de llarga durada, 2 psiquiàtrics, 1 centre d'urgències, 3 farmàcies i 2 ambulàncies.
El 2009 hi havia 2 escoles maternals i 3 escoles elementals. A Bitche hi havia 2 col·legis d'educació secundària, 2 liceus d'ensenyament general i 1 liceu tecnològic. Als col·legis d'educació secundària hi havia 880 alumnes, als liceus d'ensenyament general n'hi havia 695 i als liceus tecnològics 272.

## Poblacions més properes
El següent diagrama mostra les poblacions més properes.